# Völkertafel (Steiermark)

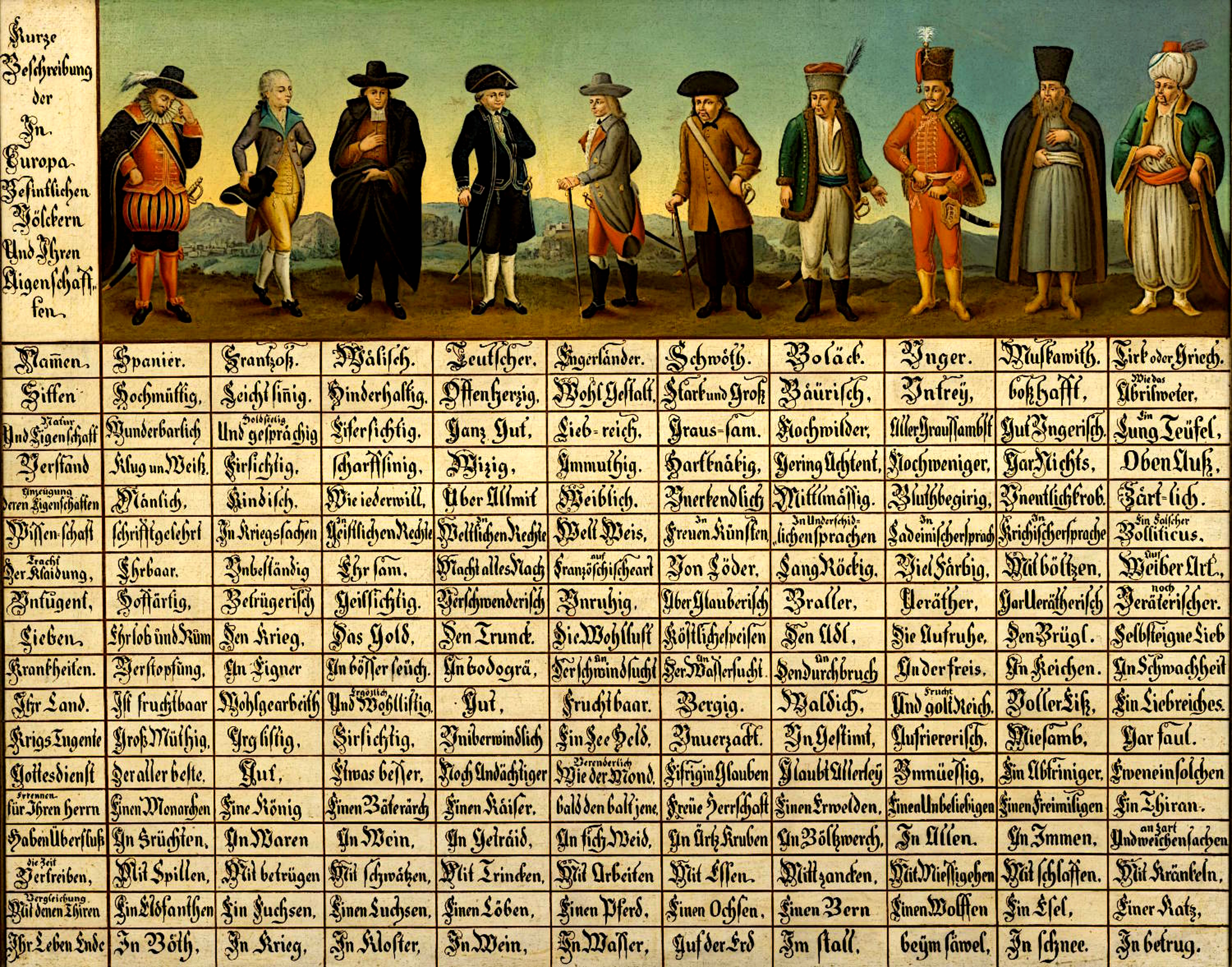
Die Völkertafel (unbekannter Maler, 18. Jahrhundert)

Die Völkertafel oder Steirische Völkertafel ist ein Ölgemälde eines unbekannten Malers, das Anfang des 18. Jahrhunderts in der Steiermark in Österreich entstand. Das Gemälde ist eine bebilderte Zusammenstellung europäischer Völker mit tabellarisch geordneten Zuschreibungen verschiedener Eigenschaften. Die frühneuzeitliche Darstellung kann heute als Quelle für historische ethnische Stereotype – etwa als sogenannter Nationalcharakter – gesehen werden.

## Entstehung
Genaue Daten über Entstehungsjahr und -ort der Völkertafel sind nicht bekannt, vermutlich aber entstand sie im ersten Drittel des 18. Jahrhunderts. Es gibt von ihr zumindest sechs Exemplare, wobei nicht bestimmt werden konnte, bei welchem davon es sich um das Original handelt.
Ein Kupferstich aus Augsburg mit dem Titel „Aigentliche Vorstell- und Beschreibung der Fürnehmsten in EUROPA befindlichen Land-Völcker“ ist in Inhalt und Aufbau der Völkertafel sehr ähnlich. Der sogenannte Leopold-Stich (nach dem Namen des Kupferstechers Fridrich Leopold) entstand zwischen 1718 und 1726 und diente nach aller Wahrscheinlichkeit, abgesehen von der bildlichen Darstellung der einzelnen Völker, als Vorlage für die Völkertafel. Die in der Völkertafel verwendeten sprachlichen Formen und die Rechtschreibung entsprechen der in Österreich und Süddeutschland im 18. Jahrhundert geläufigen oberdeutschen Schreibsprache.

## Aufbewahrungsorte
Drei der Exemplare befinden sich in Privatbesitz, drei weitere werden in der Sammlung des Österreichischen Museums für Volkskunde in Wien und in den Heimatmuseen in Bad Aussee und Moosham aufbewahrt, eines ist im ehemaligen Kloster Machern an der Mosel (bei Bernkastel-Kues) in den Empfangsräumen zu sehen. Eines befindet sich im Gailtaler Heimatmuseum in Schloss Möderndorf.

## Aufbau und Inhalt
Die Überschrift der Völkertafel (104 × 126 cm) lautet „Kurze Beschreibung der In Europa Befintlichen Völckern Und Ihren Aigenschafften“. Am oberen Bildrand finden sich nebeneinander Abbildungen von zehn Männern in zeitgenössischer Kleidung, die die behandelten Völker repräsentieren, darunter eine Tabelle mit den Namen der Länder in der Horizontalen (zu den Bildern passend) und den Eigenschaften in der Vertikalen angeordnet.
Von links nach rechts namentlich aufgeführt werden: „Spanier“, „Frantzoß“, „Wælisch“, „Teutscher“, „Engerländer“, „Schwœth“, „Boläck“, „Unger“, „Muskawith“ und „Tirk oder Grich“ (Spanier, Franzose, Italiener, Deutscher, Engländer, Schwede, Pole, Ungar, Russe, Türke oder Grieche). In dieser Reihenfolge kann auch eine gewisse Linearität in der Beurteilung der Völker erkannt werden, also tendenziell eine stufenweise Veränderung von Westen nach Osten. Dies gilt nicht ganz ohne Ausnahmen, aber vor allem bei den letztgenannten lässt sich dies erkennen, beispielsweise wenn es unter der Eigenschaft der „Untugent“ heißt, der „Unger“ sei ein „Veräther“, der „Muskawith“ „Gar Verätherisch“ und schließlich der „Tirk oder Griech“ „noch Verätherischer“. Der „Verstand“ hingegen wird nach den Beurteilungen „Gering Achtent“, „Nochweniger“ und „GarNichts“ plötzlich in der letzten Spalte als „Oben Auß“ bezeichnet.
Unter den 17 aufgeführten Eigenschaften in dieser Zusammenstellung finden sich unter anderen „Natur Und Eigenschaft“, „Lieben“, „Krigs Tugente“, „Gottesdienst“, „Vergleichung Mit denen Thiren“ und „Ihr Leben Ende“.
Für die Zusammenstellung der Beschreibungen maßgeblich waren nicht nur historische Begegnungen mit Vertretern der jeweiligen fremden Völker oder die Klimazonentheorie, sondern laut Franz K. Stanzel in erster Linie schriftliche Zeitzeugnisse, das heißt neben Lexika und ethnographischen Schriften auch Reiseberichte, Briefsammlungen und Spottverse, um nur einige zu nennen.

## Die Inhalte
Die folgende Tabelle enthält, zur besseren Verständlichkeit in sprachlich modernisierter Form, die Einträge der Völkertafel.
| ×                               | Spanier         | Franzose                  | Italiener               | Deutscher        | Engländer                 | Schwede           | Pole                 | Ungar                      | Russe               | Türke oder Grieche           |
| ------------------------------- | --------------- | ------------------------- | ----------------------- | ---------------- | ------------------------- | ----------------- | -------------------- | -------------------------- | ------------------- | ---------------------------- |
| Auftreten                       | Hochmütig       | Leichtsinnig              | Hinterhältig            | Offenherzig      | Angenehm                  | Stark und Groß    | Bäuerisch            | Untreu                     | Boshaft             | Wie das Aprilwetter          |
| Natur und Charakter             | Wunderbar       | Freundlich und gesprächig | Eifersüchtig            | Ganz gut         | Liebenswürdig             | Grausam           | Noch wilder          | Am grausamsten             | Wirklich ungarisch  | Lügenteufel                  |
| Verstand                        | Klug und weise  | Vorsichtig                | Scharfsinnig            | Gewitzt          | Anmutig                   | Hartnäckig        | Geringschätzig       | Geringschätziger           | Gar nichts          | „Oben auß“                   |
| Eigenschaften                   | Männlich        | Kindisch                  | Opportunistisch         | Immer dabei      | Weiblich                  | Undurchschaubar   | Mittelmäßig          | Blutgierig                 | Unendlich grob      | Zärtlich                     |
| Wissenschaften                  | Schriftgelehrt  | Kriegskunst               | Kirchenrecht            | Rechtswesen      | Geographie                | Freie Künste      | Sprachwissenschaften | Latein                     | Griechisch          | Betrügerische Politik        |
| Kleidung                        | Ehrbar          | Unbeständig               | Ehrsam                  | Macht alles nach | Nach französischer Mode   | Leder             | Langröckig           | Vielfarbig                 | Pelze               | Weibisch                     |
| Untugenden                      | Eitel           | Betrügerisch              | Lüstern                 | Verschwenderisch | Ruhelos                   | Abergläubisch     | Verfressen           | Verräterisch               | Noch verräterischer | Am verräterischsten          |
| Vorlieben                       | Ehre und Ruhm   | Krieg                     | Gold                    | Trinken          | Vergnügungen              | Köstliche Speisen | Adel                 | Aufruhr                    | Prügel              | Selbstverliebtheit           |
| Krankheiten                     | Verstopfung     | Syphilis                  | Schlimme Seuche         | Podagra          | Schwindsucht              | Wassersucht       | An den Durchbruch    | An der Fraisen             | Keuchhusten         | Entkräftung                  |
| Ihre Länder                     | Fruchtbar       | Gut bestellt              | Ansehnlich und angenehm | Gut              | Fruchtbar                 | Bergig            | Waldreich            | Reich an Früchten und Gold | Vereist             | Lieblich                     |
| Kriegstugenden                  | Großmütig       | Arglistig                 | Vorsichtig              | Unüberwindlich   | Seehelden                 | Unverzagt         | Ungestüm             | Aufrührerisch              | Mühsam              | Faul                         |
| Religiosität                    | Herausragend    | Gut                       | Etwas besser            | Sehr fromm       | Veränderlich wie der Mond | Eifrig im Glauben | Glaubt allerlei      | Tatkräftig                 | Ein Ungläubiger     | Ein Ebensolcher              |
| Erkennen als ihren Herrscher an | Einen Monarchen | Einen König               | Einen Patriarchen       | Einen Kaiser     | Mal diesen, mal jenen     | Freie Herrschaft  | Einen Erwählten      | Einen Unbeliebigen         | Einen Freiwilligen  | Einen Tyrannen               |
| Haben Überfluss                 | an Früchten     | an Waren                  | an Wein                 | an Getreide      | an Viehweiden             | an Erzbergwerken  | an Pelzen            | an allem                   | an Bienen           | An zarten und weichen Sachen |
| Zeitvertreib                    | Spielen         | Betrügen                  | Schwätzen               | Trinken          | Arbeiten                  | Essen             | Streiten             | Müßiggehen                 | Schlafen            | Kränkeln                     |
| Gegenstück in der Tierwelt      | Elefant         | Fuchs                     | Luchs                   | Löwe             | Pferd                     | Ochse             | Bär                  | Wolf                       | Esel                | Katze                        |
| Ihr Lebensende                  | Im Bett         | Im Krieg                  | Im Kloster              | Im Wein          | Im Wasser                 | Auf der Erde      | Im Stall             | Unter dem Säbel            | Im Schnee           | Beim Betrug                  |